# محمدرضا احمدی سنگری
محمدرضا احمدی (زاده ۱۳۴۸ بخش سنگر) بازنشسته سپاه پاسداران و نماینده حوزه انتخابیه رشت و خمام در مجلس دوره‌های یازدهم و دوازدهم است. وی در ۱۹ سالگی به جبهه جنگ ایران و عراق اعزام شد و در همان سال اسیر شد و ۴ سال بعد به ایران بازگردانده شد.
پس از بازگشت ادامه تحصیل را تا مقطع دکترای زبان انگلیسی ادامه داد. وی باتوجه به سابقه اسارت به زبان عربی نیز مسلط است. وی در انتخابات یازدهمین دوره مجلس شورای اسلامی، منتخب مردم شهرستانهای رشت و خمام با ۳۳۹۹۲ رأی شد و اکنون عضو کمیسیون آموزش و تحقیقات مجلس است.

## مجلس یازدهم
وی موافق طرح صیانت از حقوق کاربران در فضای مجازی بوده و عواقب و مشکلات پیش آمده در قبال اجرای این طرح مورد پذیرش وی است. 

او در زمستان سال ۱۳۹۹ طی سخنانی رانندگان تاکسی را بنگاه تبلیغاتی ضد نظام خواند.
وی در سال 1399 پس از دستور ترور سردار قاسم سلیمانی در یک پیام ویدیویی به زبان انگلیسی دونالد ترامپ رئیس جمهور امریکا را قمارباز خطاب کرد

## سوابق
دیپلمات و نمایندهٔ ویژهٔ جمهوری اسلامی ایران در آفریقا و آسیا

مدرس دانشگاه‌های تهران و گیلان 

مسئول خانهٔ فرهنگ ایرانیان مقیم کشور مالزی 

مربی و داور بین‌المللی ووشو 

نایب رئیس ورزشهای رزمی استان گیلان 

چاپ بیش از پنجاه مقاله در مجلات معتبر اروپایی و امریکایی(Scopus) 

عضو ارشد انجمن آموزش زبان انگلیسی ایران 

عضو هیئت تحریریهٔ نشریهٔ بین‌المللی تحقیقات در آموزش زبان انگلیسی 

مدیریت و مؤسس جمعیت فارغ التحصیلان ایرانی (در کشور مالزی) 

مدیریت شرکت اتحادیهٔ ایران و آفریقا 